# 스티브 피코크
스티브 피코크(Steve Peacocke, 1981년 10월 30일 ~ )는 오스트레일리아의 배우이다.

## 출연 작품

### 영화
- 허큘리스 (2014)
- 위스키 탱고 폭스트롯 (2016)
- 미 비포 유 (2016)
- 리틀 몬스터 (2019)

### 텔레비전
- 올 세인츠 (2007)
- 홈 앤 어웨이 (2011-16)
- 원티드 (2016-17)